# Naisten SM-sarja 1986/87
Die Saison 1986/87 war die fünfte Austragung der höchsten finnischen Fraueneishockeyliga, der Naisten SM-sarja. Die Ligadurchführung erfolgte durch den finnischen Eishockeybund Suomen Jääkiekkoliitto. Den Meistertitel gewann zum dritten Mal die Frauenmannschaft von Ilves Tampere, während die zweite Mannschaft aus Tampere, Ilves-Kiekko, direkt abstieg.

## Modus
Die acht Mannschaften spielten eine Einfachrunde mit Hin- und Rückspiel. Für einen Sieg gab es zwei Punkte, für ein Unentschieden einen. 

## Tabelle
| Platz | Name               | Spiele | S  | U | N  | Tore   | Punkte |
| ----- | ------------------ | ------ | -- | - | -- | ------ | ------ |
| 1.    | Ilves Tampere      | 14     | 13 | 0 | 1  | 114:25 | 26     |
| 2.    | EVU Vantaa         | 14     | 11 | 1 | 2  | 52:28  | 23     |
| 3.    | Shakers            | 14     | 7  | 2 | 5  | 54:49  | 16     |
| 4.    | Sport Vaasa        | 14     | 7  | 0 | 7  | 56:55  | 14     |
| 5.    | Ässät              | 14     | 5  | 2 | 7  | 46:44  | 12     |
| 6.    | HIFK Helsinki      | 14     | 6  | 0 | 8  | 33:39  | 12     |
| 7.    | SaiPa Lappeenranta | 14     | 1  | 3 | 12 | 24:52  | 5      |
| 8.    | Ilves-Kiekko       | 14     | 2  | 0 | 12 | 36:124 | 4      |

## Beste Scorer
Quelle: whockey.com; Abkürzungen: Sp = Spiele, T = Tore, V = Assists, Pkt = Punkte, SM = Strafminuten; Fett: Bestwert
| Spieler            | Mannschaft   | Sp | T  | V  | Pkt | SM |
| ------------------ | ------------ | -- | -- | -- | --- | -- |
| Sari Krooks        | Sport        | 12 | 35 | 10 | 45  | 30 |
| Marianne Ihalainen | Ilves        | 14 | 25 | 14 | 39  | 4  |
| Anne Haanpää       | Ässät        | 14 | 19 | 12 | 31  | 8  |
| Jaana Peltonen     | Ilves        | 14 | 16 | 10 | 26  | 2  |
| Päivi Virta        | Ilves        | 13 | 12 | 13 | 25  | 30 |
| Tiia Reima         | Ilves-Kiekko | 14 | 23 | 1  | 24  | 10 |
| Anne Nurmi         | Ilves        | 12 | 15 | 8  | 23  | 14 |
| Jaana Rautavuoma   | Ilves        | 14 | 14 | 9  | 23  | 20 |
| Minna Nisula       | Ilves        | 14 | 11 | 11 | 22  | 2  |
| Satu Huotari       | Shakers      | 13 | 10 | 9  | 19  | 2  |

## Kader des Finnischen Meisters
| Finnischer Meister Ilves Tampere | Tor: Kati Ahonen, Katri Siljamäki Feld: Marianne Ihalainen, Jaana Peltonen, Päivi Virta, Anne Nurmi, Jaana Rautavuoma, Minna Nisula, Maarit Virtanen, Leena Majaranta, Leena Pajunen, Minna Katajisto, Tuija Ripatti, Heli Rekimies, Liisa Mäenpää |